# 西贡旅游有线电视
西贡旅游有线电视有限公司（又名 Truyền hình cáp Saigontourist, 首字母缩略词 ：SCTV）是越南电视台和西贡旅游公司合资成立的有限责任公司，成立于1992年8月27日。
SCTV是越南首家获总理批准研究、应用、设计、投资、建设和开发双向有线有线电视（HFC）网络、磁带和电视的100%国有企业。 宽带，多业务使用。 截至目前，SCTV拥有超过24个自产频道和2个附属频道，1个4K标准频道，与平阳广播电视台、VTC数字电视共同投资制作。
自2005年以来，SCTV也是越南第一家以SCTVnet品牌研究、应用并成功部署有线电视网络宽带互联网接入服务的公司。